# ジョアン・トマス
ジョアン・トマス（João Henrique Pataco Tomás、1975年5月27日 - ）は、ポルトガル出身のサッカー選手。元ポルトガル代表である。ポジションはFW。

## 経歴

### クラブ
1993年にアナディアFCからデビューしたが、1996年にアカデミカ・コインブラに移籍した後に注目され、ブラジルのマリオ・ジャルデウになぞらえてO Jardel de Coimbra（コインブラのジャルデウ）という愛称を得た。2000年にはSLベンフィカに移籍し、その翌年にはジョゼ・カラードと一緒にスペイン・リーガ・エスパニョーラのレアル・ベティスに移籍した。2001-02シーズンは7得点を挙げたが、2002-03シーズンは出場機会に恵まれず、2003-04シーズンはヴィトーリアSCにレンタル移籍した。2004年にはSCブラガに移籍し、2004-05シーズンと2005-06シーズンにはリーグの得点ランキングで2位となった。2006年にはカタールのアル・アラビ・ドーハに移籍し、アル・アラビ・ドーハとアル・ラーヤンSCで得点を量産した後、古巣ブラガに移った。しかし、2007-08シーズンは負傷がちであり、オーストリア代表のローランド・リンツが加入したこともあって出場機会に乏しかった。
2008年7月にはリーガ・デ・オンラ（2部）に降格したばかりのボアヴィスタFCに移籍した。2008-09シーズン開幕から2戦を終えた頃、カタールのアル・アラビ・ドーハと契約交渉を行ったが、移籍は実現せずにボアヴィスタFCに戻った。ボアヴィスタFCは2シーズン連続で降格となり、2009年6月、スーペル・リーガのリオ・アヴェFCに移籍した。2009-10シーズン途中までにリーグ戦では6点、公式戦全体では8点を決めていたが、2010年2月にはアラブ首長国連邦のアル・シャールジャSCCに移籍した。同年7月、リオ・アヴェFCに復帰した。10月30日のブラガ戦 (2-0) で1得点し、同シーズンのリーグ戦初勝利に貢献した。なお、この試合の前半にはペナルティキックを失敗している。2010-11シーズンはFCポルトのウルクに次いで得点ランキング2位の16得点を挙げた。2012年12月にアンゴラ・ジラボーラのCRDリボロに移籍。

### 代表
2000年11月15日のイスラエルとの親善試合 (2-1) でポルトガル代表デビューした。5年半ほど代表から遠ざかっていたが、2007年5月22日、ルイス・フェリペ・スコラーリ監督によって久々に招集され、6月5日のクウェート戦 (1-1) で復帰すると、代表初得点を決めて見せた。

## 所属クラブ
- 1993-1996  アナディアFC（ポルトガル語版）
- 1996-1999  アカデミカ・コインブラ
- 2000-2001  SLベンフィカ
- 2001-2004  レアル・ベティス

2003-2004 → ヴィトーリアSC (loan)
- 2004-2006  SCブラガ
- 2006-2007  アル・アラビ・ドーハ
- 2007  アル・ラーヤンSC
- 2007-2008  SCブラガ
- 2008-2009  ボアヴィスタFC
- 2009-2010  リオ・アヴェFC
- 2010  アル・シャールジャSCC
- 2010-2012  リオ・アヴェFC
- 2013  CRDリボロ（ポルトガル語版）